# أول أرنتزن
أول أرنتزن (بالنرويجية البوكمول: Ole Arntzen)‏ هو شخصية أعمال نرويجي، ولد في 4 فبراير 1910، وتوفي في 7 أغسطس 1973.